# Leporinus trifasciatus
Leporinus trifasciatus är en fiskart som beskrevs av Steindachner, 1876. Leporinus trifasciatus ingår i släktet Leporinus och familjen Anostomidae. Inga underarter finns listade i Catalogue of Life.